# Редькин, Николай Николаевич
Николай Николаевич Редькин (род. 10 июня 1928, Днепропетровск) — советский метатель молота. Мастер спорта СССР.

## Биография
Призёр чемпионатов СССР.
Участник летних Олимпийских игр 1952 года в Хельсинки. В квалификационных соревнованиях Олимпиады показал результат 53,58 м, что позволило ему попасть в финальную часть. В финале метнул молот на 56,55 м, что вывело его на 5-е место в итоговом протоколе. Команду СССР на Олимпиаде представляли в метании молота, кроме Редькина, Георгий Дыбенко и Михаил Кривоносов. Советский Союз в этой дисциплине остался без наград: Дыбенко стал 8-м, а Кривоносов в финале не смог сделать ни одной результативной попытки.

## Выступления на чемпионатах СССР
- Чемпионат СССР по лёгкой атлетике 1954 года:
  - Метание молота —  (56,69);
- Чемпионат СССР по лёгкой атлетике 1955 года:
  - Метание молота —  (61,51);
- Лёгкая атлетика на летней Спартакиаде народов СССР 1956 года:
  - Метание молота —  (60,78);

## Награды
- Медаль «За трудовую доблесть» (27.04.1957) — «за успехи, достигнутые в деле развития массового физкультурного движения в стране, повышения мастерства советских спортсменов, и успешное выступление на международных соревнованиях»